# Oliver Sail
Oliver Sail (Auckland, 13 de enero de 1996) es un futbolista neozelandés que juega como guardameta en el Auckland F. C. de la A-League.

## Carrera
En 2013 fue contratado por el Auckland City. Su debut llegaría recién el año siguiente en la semifinal de la ASB Premiership 2013/14, cuando reemplazó a Tamati Williams en la victoria del Auckland 4-1 por sobre su clásico rival, el Waitakere United. Terminado el torneo, en el que los Navy Blues se proclamaron campeones, fue remplazado por Jacob Spoonley en el equipo que afrontó la Liga de Campeones de la OFC 2014. Por ello, firmó con el Central United. Meses después sería contratado por el Wellington Phoenix Reserves. En 2015 firmó un contrato profesional con el primer equipo, aunque siguió siendo un jugador del equipo reserva.

### Clubes
| Club                        | País          | Año           |
| --------------------------- | ------------- | ------------- |
| Auckland City F. C.         | Nueva Zelanda | 2013-2014     |
| Central United              | Nueva Zelanda | 2014          |
| Wellington Phoenix Reserves | Nueva Zelanda | 2014-2015     |
| Wellington Phoenix F. C.    | Nueva Zelanda | 2015-2023     |
| Perth Glory F. C.           | Australia     | 2023-2025     |
| Auckland F. C.              | Nueva Zelanda | 2025-presente |

### Selección nacional
Fue convocado para la Copa Mundial Sub-17 de 2013 en representación de Nueva Zelanda, pero no llegó a disputar ningún partido. En 2015, sin embargo, fue el arquero titular de la selección sub-20 en dos de sus cuatro partidos durante el Mundial.
Fue convocado por Anthony Hudson para disputar dos amistosos ante China y Tailandia con los All Whites en 2014 y nuevamente en 2017 para la serie de partidos ante las Islas Salomón por las eliminatorias para la Copa Mundial de 2018. No llegó a disputar ninguno de los cuatro encuentros.

## Palmarés

### Títulos nacionales
| Título          | Club          | País          | Año     |
| --------------- | ------------- | ------------- | ------- |
| Charity Cup     | Auckland City | Nueva Zelanda | 2013    |
| ASB Premiership | Auckland City | Nueva Zelanda | 2013-14 |

### Títulos internacionales
| Título                         | Equipo        | País         | Año  |
| ------------------------------ | ------------- | ------------ | ---- |
| Copa de las Naciones de la OFC | Nueva Zelanda | Fiyi Vanuatu | 2024 |